# 아메리카 타운
"아메리카 타운"은 2018년 개봉한 대한민국의 영화이다.

## 캐스팅
- 김단율 : 상국 역
- 임채영 : 영림 역
- 서갑숙 : 여성감시자 역
- 김세진 : 지배인 역
- 박기림 : 영림친구 역
- 최광덕 : 상국아버지 역
- 김현숙 : 마담 역
- 지대한 : 클럽사장 역
- 김형석 : 토벌경찰 역
- 곡두 : 구멍가게남자 역
- 김낙균 : 형사 역

## 같이 보기
- 2018년 대한민국의 영화 목록